# Mandlbach
Der Mandlbach ist ein rund 2,0 Kilometer langer linker Nebenfluss des Liebochbaches in der Steiermark. Er entspringt nordöstlich des Hauptortes von Sankt Bartholomä, westlich der Gemeindegrenze zu Sankt Oswald bei Plankenwarth und fließt in einen flachen Rechtsbogen insgesamt nach Südwesten. Nordöstlich von Sankt Bartholomä mündet er etwas westlich der L336 und südlich der L316 in den Liebochbach, der danach nach rechts abknickt. Auf seinem Lauf nimmt der Mandlbach von links einen sowie von rechts drei unbenannte Bäche auf.